# Antônio Gonçalves
Antônio Gonçalves este un oraș în unitatea federativă  Bahia (BA) din Brazilia.